# Janez Kapistran Šmuc
Janez Kapistran Šmuc (tudi Schmutz), slovenski rimskokatoliški duhovnik in nabožni pisatelj, * 10. oktober 1831, Vipava, † 4. februar 1897, Velike Žablje.

## Življenje in delo
Rodil se je v družini krojača Venčeslava in gospodinje Ane Šmuc (rojene Malnarič). Bogoslovje je študiral v Gorici, kjer je bil 21. septembra 1858 tudi posvečen v mašnika. Po posvečenju je bil do 1865 kaplan in vaški učitelj v Opatjem selu, potem pa je dobil mesto vikarja v Velikih Žabljah, kjer je služboval do smrti. Čeprav se je ukvarjal s pisanjem nabožnih spisov, je o tej njegovi dejavnosti malo znanega. Od slovenskih literarnih zgodovinarjev ga prvič omenja Karol Glaser v svoji Zgodovini slovenskega slovstva IV. Da je dobro obvladal slovenščino, dokazuje njegov prevod dela Nebeška krona ali premišljevanje o nebesih (Mohorjeva družba, Celovec 1876; ponatis 1899), ki ga je v nemščini napisal Johann Nepomuk Stöger.